# فرندن (تشيشير)
فرندن (بالإنجليزية: Farndon, Cheshire)‏ هي قرية و أبرشية مدنية تقع في المملكة المتحدة في إنجلترا. يقدر عدد سكانها بـ 1,517 نسمة .

## أعلام
- إدوارد الكبير
- جون سبيد